# Мальський Маркіян Зіновійович
Маркіян Зіновійович Мальський (16 лютого 1954, с. Геленки, Козівський район, Тернопільська область) — український науковець і дипломат. Заслужений професор Львівського університету (2010), Надзвичайний і Повноважний Посол України у Республіці Польща (2010-2014).

## Життєпис
1977 закінчив Львівський університет ім. Франка, географічний факультет, диплом з відзнакою.
1983 закінчив аспірантуру кафедри економічної і соціальної географії ЛНУ імені Івана Франка за спеціальністю економічна і соціальна географія. Кандидат географічних наук (1983), доцент (1985), доктор економічних наук (1995), професор (1997). Володіє іноземними мовами: англійською, польською, російською.
1971-1972 — вчитель англійської мови Малоплавучанської ВШ Козівського р-ну Тернопільської області.
1977-1980 — старший лаборант, молодший науковий співробітник географічного факультету ЛНУ імені Івана Франка.
1983-1986 — асистент, старший викладач кафедри природничих наук підготовчого факультету для іноземних студентів.
1986-1992 — доцент кафедри економічної і соціальної географії географічного факультету ЛНУ імені Івана Франка.
1992-2015 — завідувач кафедри міжнародних відносин і країнознавства (з 2001 — кафедра міжнародних відносин і дипломатичної служби) Львівського національного університету імені Івана Франка.
1992-2010; з 2015 — декан факультету міжнародних відносин, професор кафедри міжнародних відносин і дипломатичної служби Львівського національного університету імені Івана Франка.
1997-1998 — професор Женевського центру політики безпеки (Женева, Швейцарія)
26.07.2010 — 19.03.2014 — Надзвичайний і Повноважний Посол України у Республіці Польща.
З 2015 — професор Інституту політичних наук і адміністрації університету м. Ополе (Республіка Польща).

## Науково-освітня діяльність
1993-1996 — директор міжнародної програми «Балтійський університет» (Львів-Уппсала, Швеція).
1996 — учасник міжнародної програми для дипломатів і науковців «Дослідження миру і розв'язання конфліктів» (МЗС Швеції, Уппсала, Швеція).
1992-2020 — лектор, гість-професор в університетах Британії, Канади, США, Німеччини, Італії, Польщі, Швейцарії, Швеції, Туреччини, Словенії, Хорватії. Учасник багатьох міжнародних конференцій, симпозіумів і нарад, у т.ч. модератор і панеліст «Economic Forum», «Europa Karpat» (Криниця, Польща) та «Forum UE-Ukraine» (Жешув, Польща).
2005-2010 — голова спеціалізованої вченої ради у Львівському університеті із захисту кандидатських дисертацій зі спеціальності 23.00.04 — політичні проблеми міжнародних систем і глобального розвитку. Член спеціалізованих вчених рад із захисту дисертацій у галузі економічних, географічних та політичних наук.
З 1994 — головний редактор Вісника Львівського національного університету імені Івана Франка (серія Міжнародні відносини), член наукової Ради щорічника «Studia Europejskie - Studies in Europian Affairs» Bаршавського університету (Польща), член наукової Ради «Rocznik Strategiczny» Варшавського університету (Польща), член наукової Ради «Rocznik Instytutu Europy Środkowo-Wschodniej» (Люблін, Польща), член редколегії журналу геополітичної аналітики «Бінтел» (Київ), член редколегії «International Relations Review» (Львів-Жешув, Польща), національний координатор міжнародної англомовної магістерської програми «Балто-Чорноморські регіональні студії», директор ГО «Центр міжнародної безпеки та партнерства» (Львів).

## Наукові публікації
Автор, співавтор та науковий редактор понад 150 наукових праць в українських та зарубіжних виданнях, у т.ч. монографій та підручників:
- Теорія міжнародних відносин (Львів, 2003, Київ, 2007, 2011)
- Зовнішня політика: основи теорії (Львів, 2017)
- Комерційна дипломатія: торгівля, політика і право (Львів, 2006)
- Регіон Балтійського моря: культура, політика, суспільство (Львів, 2004)
- Основи глобальних економічних відносин (Львів-Жешів, 2003)
- Міжнародні відносини: політика, економіка, право (Львів, 2017)
- Український дипломатичний словник (Львів, 2011, 2014)
- Львівська школа дипломатії (Дипломатичні студії у Львівському університеті) (Lviv school of diplomacy) (Львів, 2020)
- Baltic-Black Sea Regionalisms. Patchworks and Networks at Europe's Eastern Margins (Switzerland, 2020)
- Global and Regional Dimensions of International Security (Lviv, 2020)

## Нагороди
- Орден «За заслуги» ІІ ступеня (Указ Президента України № 188 від 4.05.2019)[3]
- Орден «За заслуги» III ступеня (Указ Президента України № 500 від 24.08.2012)[4]

- Орден «Командорський хрест за заслуги Республіки Польщі» (Указ Президента Польщі № 132 від 17.04.2014)[5]
- Почесна Грамота Львівської обласної державної адміністрації (2017)
- Нагрудний знак «Відзнака МЗС України» (2013)
- Почесна медаль Інституту міжнародних відносин Київського національного університету Тараса Шевченка (2012)
- Медаль «За сприяння в охороні державного кордону України» (2011)
- Відзнака «За сприяння військовій розвідці України» ІІ ступеня (2009)
- Почесна грамота МЗС України за значний внесок у навчання і виховання молодої української дипломатії (2002)
- Почесне звання «Народний Посол України» (1998)

## Дипломатичний ранг
- Надзвичайний і Повноважний Посол (2011)[6]